# Mariangela Giordano
Mariangela Giordano (Dolcedo, 2 agosto 1937 – Imperia, 16 luglio 2011) è stata un'attrice italiana.

## Biografia
Tra le protagoniste della lunga stagione italiana del cinema di genere, particolarmente tra la fine degli anni sessanta e i primi anni ottanta, Mariangela Giordano viene ricordata per i suoi ruoli in alcuni tra i film più estremi del periodo, rivalutati solo più tardi dalla critica. Tra le opere che hanno contribuito a cesellarne lo status di attrice di culto nell'ambito del cinema di genere, si ricordano soprattutto alcune pellicole giallo/horror prodotte tra il 1979 e il 1981, come Patrick vive ancora e Giallo a Venezia, entrambi del regista Mario Landi, Malabimba e Le notti del terrore di Andrea Bianchi.
A partire dalla fine degli anni ottanta, ha prediletto ruoli autorali, pur nei toni della commedia, affidandosi a registi come Carlo Verdone, con il quale ha lavorato in ben tre film (Io e mia sorella, Stasera a casa di Alice e Perdiamoci di vista), Ettore Scola (Il viaggio di Capitan Fracassa) e Gianfrancesco Lazotti (Tutti gli anni, una volta l’anno), con sporadici ritorni all’horror (il cameo in La setta di Michele Soavi, del 1991) e al cinema di genere che l'aveva resa famosa (Killer Barbys di Jesús Franco, del 1996).
Da segnalare anche la sua partecipazione, insieme a Paolo Villaggio, Enrico Montesano, Enrico Maria Salerno, Alessandro Haber, Eleonora Giorgi ed Athina Cenci, nel film Il volpone del 1988, con la regia di Maurizio Ponzi, tratto dalla celeberrima commedia di Ben Jonson.
La sua ultima apparizione sul grande schermo risale al 2005, nel film di Ferzan Ozpetek Cuore sacro. Nel 2010, un anno prima della sua scomparsa, ottiene un piccolo ruolo nel cortometraggio Caffè Capo del regista Andrea Zaccariello. 

### Morte

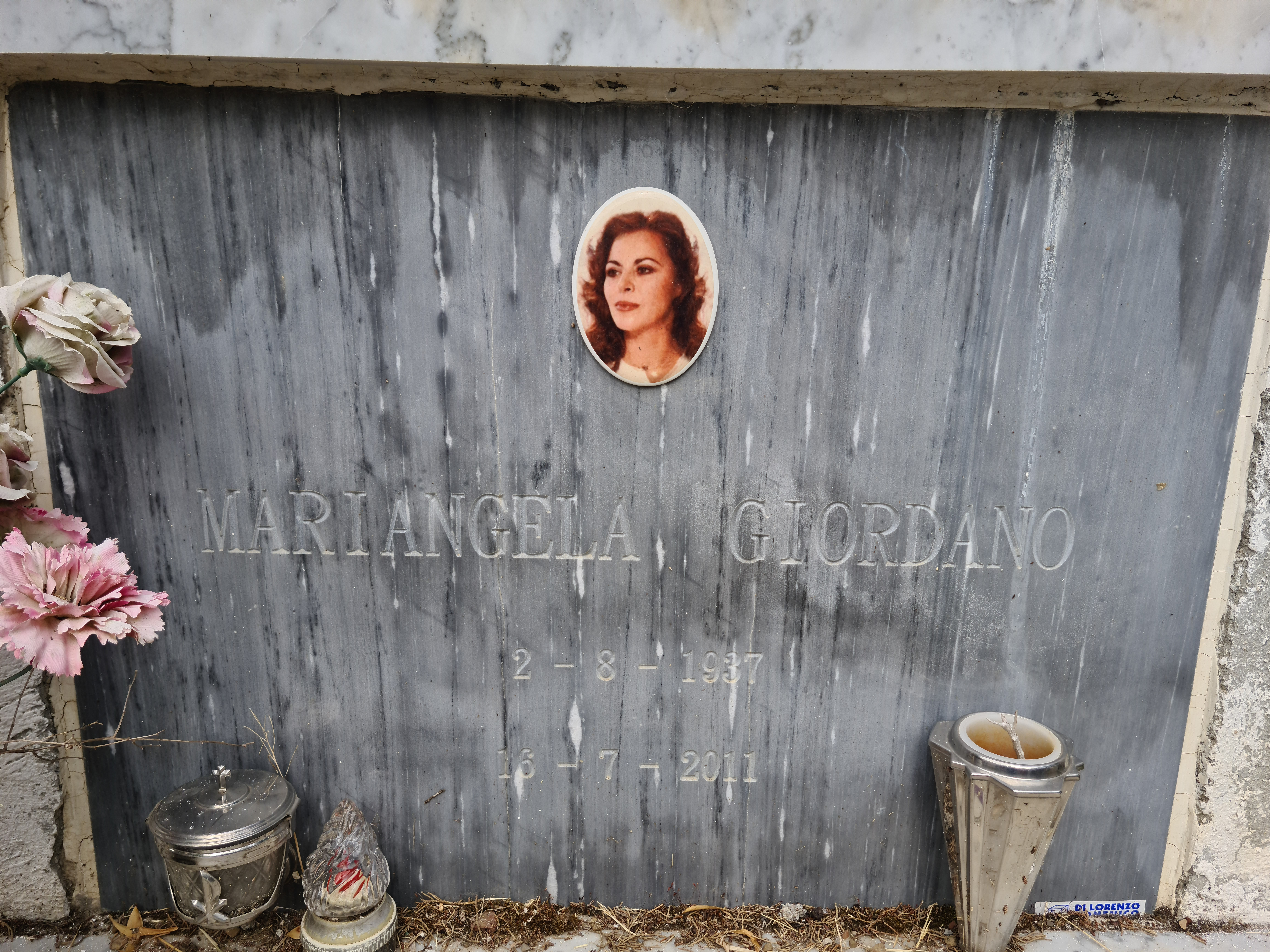
Il loculo presso il cimitero di Dolcedo (IM)

È deceduta nel 2011.

## Vita privata
Fu legata sentimentalmente al produttore, regista e sceneggiatore Gabriele Crisanti.

## Filmografia

### Cinema
- Cortile, regia di Antonio Petrucci (1955)
- Da qui all'eredità, regia di Riccardo Freda (1955)
- Dramma nel porto, regia di Roberto Bianchi Montero (1955)
- Il falco d'oro, regia di Carlo Ludovico Bragaglia (1955)
- La banda degli onesti, regia di Camillo Mastrocinque (1956)
- Mensajeros de paz, regia di José María Elorrieta (1957)
- Gli amanti del deserto, regia di Gianni Vernuccio, Fernando Cerchio e León Klimovsky (1957)
- Buongiorno primo amore!, regia di Marino Girolami e Antonio Momplet (1957)
- Il diavolo nero, regia di Sergio Grieco (1957)
- Quando gli angeli piangono, regia di Marino Girolami (1958)
- Cara de Goma, regia di José Buchs (1959)
- La regina delle Amazzoni, regia di Vittorio Sala (1960)
- Ursus nella valle dei leoni, regia di Carlo Ludovico Bragaglia (1961)
- Il ratto delle Sabine, regia di Richard Pottier (1961)
- Gli scontenti, regia di Giuseppe Lipartiti (1961)
- Ursus, regia di Carlo Campogalliani (1961)
- Il re di Poggioreale, regia di Duilio Coletti (1961)
- El reflejo del alma, regia di Maximo Giuseppe Alviani (1962)
- Canzoni a tempo di twist, regia di Stefano Canzio (1962)
- La smania addosso, regia di Marcello Andrei (1963)
- Jim il primo, regia di Sergio Bergonzelli (1964)
- Sette a Tebe, regia di Luigi Vanzi (1964)
- Te lo leggo negli occhi, regia di Camillo Mastrocinque (1965)
- Come imparai ad amare le donne, regia di Luciano Salce (1966)
- Djurado, regia di Giovanni Narzisi (1966)
- Una vergine per il principe, regia di Pasquale Festa Campanile (1966)
- Tre croci per non morire, regia di Sergio Garrone (1968)
- Joko - Invoca Dio... e muori, regia di Antonio Margheriti (1968)
- La taglia è tua... l'uomo l'ammazzo io!, regia di Edoardo Mulargia (1969)
- I quattro del pater noster, regia di Ruggero Deodato (1969)
- Una lunga fila di croci, regia di Sergio Garrone (1969)
- La stirpe di Caino, regia di Lamberto Benvenuti (1971)
- Decameron nº 2 - Le altre novelle del Boccaccio, regia di Mino Guerrini (1972)
- Decameron nº 4 - Le belle novelle del Boccaccio, regia di Paolo Bianchini (1972)
- L'altro Dio, regia di Elio Bartolini (1975)
- Quant'è bella la Bernarda, tutta nera, tutta calda, regia di Lucio Dandolo (1975)
- Il conto è chiuso, regia di Stelvio Massi (1976)
- Che dottoressa ragazzi!, regia di Gianfranco Baldanello (1976)
- Il colpaccio, regia di Bruno Paolinelli (1976)
- Don Milani, regia di Ivan Angeli (1976)
- Le impiegate stradali (Batton Story), regia di Mario Landi (1976)
- Dove volano i corvi d'argento, regia di Piero Livi (1977)
- Un giorno alla fine di ottobre, regia di Paolo Spinola (1977)
- Moglie nuda e siciliana, regia di Andrea Bianchi (1978)
- Il commissario di ferro, regia di Stelvio Massi (1978)
- Giallo a Venezia , regia di Mario Landi (1979)
- Malabimba, regia di Andrea Bianchi (1979)
- Patrick vive ancora, regia di Mario Landi (1980)
- Le notti del terrore, regia di Andrea Bianchi (1981)
- Eroticón, regia di Ramiro Meléndez e Carlos E. Uribe (1981)
- Paula Mujer de la Noche, regia di Aldo Sambrell (1981)
- La bimba di Satana, regia di Mario Bianchi (1982)
- Il motorino, regia di Ninì Grassia (1984)
- Io e mia sorella, regia di Carlo Verdone (1987)
- Noi uomini duri, regia di Maurizio Ponzi (1987)
- Il volpone, regia di Maurizio Ponzi (1988)
- Stasera a casa di Alice, regia di Carlo Verdone (1990)
- Il viaggio di Capitan Fracassa, regia di Ettore Scola (1990)
- Abbronzatissimi, regia di Bruno Gaburro (1991)
- La setta, regia di Michele Soavi (1991)
- Ci hai rotto papà, regia di Castellano e Pipolo (1993)
- Perdiamoci di vista, regia di Carlo Verdone (1994)
- Tutti gli anni una volta l'anno, regia di Gianfrancesco Lazotti (1995)
- Killer Barbys, regia di Jesús Franco (1996)
- Panarea, regia di Pipolo (1997)
- A luci spente, regia di Maurizio Ponzi (2004)
- Cuore sacro, regia di Ferzan Özpetek (2005)
- Caffè Capo, regia di Andrea Zaccariello – cortometraggio (2010)

### Televisione
- Skipper – serie TV (1984)
- Big Man – serie TV, episodio 1x06 (1988)
- Il vigile urbano – serie TV, episodi 1x01, 1x08 (1989)
- Donne armate, regia di Sergio Corbucci – film TV (1990)
- Edera, regia di Fabrizio Costa – serial TV, 13 episodi (1992)
- I ragazzi del muretto – serie TV, episodi 2x02, 2x13 (1993)
- La forza del desiderio (Força de um desejo) – serial TV (1999)
- Max & Tux – serie TV (2002)